# Parafia Ewangelicko-Reformowana w Kleszczowie
Parafia Ewangelicko-Reformowana w Kleszczowie – zbór ewangelicko-reformowany działający w Kleszczowie. Proboszczem parafii jest ks. Krzysztof Michałek-Góral. W 2013 parafia liczyła 115 wiernych.

## Historia
Parafia powstała w roku 1990 z powodu zlikwidowania parafii (wraz z miejscowością) w Kucowie.
Dnia 30 czerwca 1991 roku, odbyło się nabożeństwo połączone z zamknięciem starego i poświęceniem nowego kościoła.
W nowym kościele znajduje się część wyposażenia z kościoła w Kucowie.